# Tractat d'Alcaràs
El Tractat d'Alcaràs (castellà: Tratado de Alcaraz), signat a Alcaraz el mes d'abril de 1243, reconeixia el protectorat castellà sobre l'emirat de Múrsiya i va significar la seva incorporació a Castella com a Regne de Múrcia. El procés d'incorporació va ser llarg, iniciat el 1243 i acabat el 1266.
La mort de Muhàmmad ibn Hud el 1238, quan lluitava infructuosament per reunificar l'Àndalus, repercutirà negativament en el Regne de Múrcia.
Des del Tractat de Cazorla signat el 1179 entre els monarques d'Aragó i Castella, es tenia clar que en el procés de conquesta de l'Àndalus el regne musulmà de Múrcia seria incorporat totalment a la Corona castellana.
El Tractat d'Alcaraz va ser signat per Alfons de Castella com a infant hereu de Castella amb diversos senyors del desunit emirat murcià. El Tractat d'Almizra (1244), no només fixava frontera amb Aragó, sinó que va permetre la total ocupació del territori, el canvi immediat de les tinences en senyorius i el pas de la coexistència a la convivència.